# Fabriciana nerippina
Fabriciana nerippina är en fjärilsart som beskrevs av Hans Fruhstorfer 1907. Fabriciana nerippina ingår i släktet Fabriciana och familjen praktfjärilar. Inga underarter finns listade i Catalogue of Life.